# Hélécine

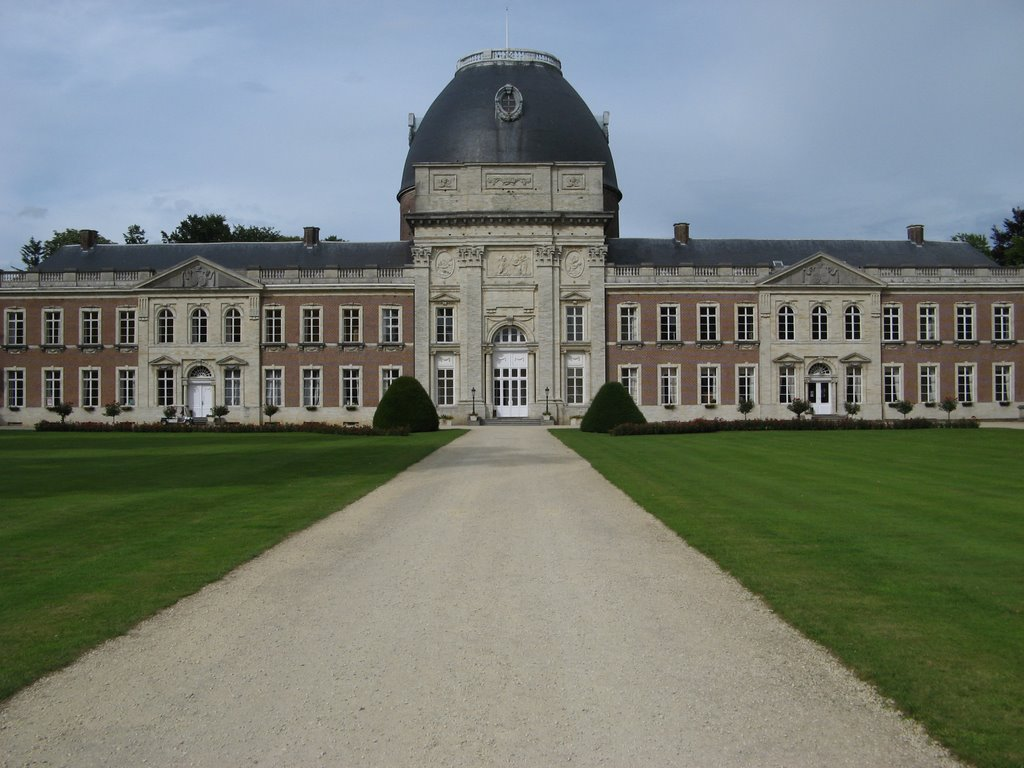
Former norbertine abbey of Hélécine

Hélécine (Heilissem trong tiếng Hà Lan)là một đô thị ở tỉnh Walloon Brabant. Tại thời điểm ngày 1 tháng 1 năm 2006, Hélécine có dân số 3.068 người. Tổng diện tích là 16,62 km² với mật độ dân số 185 người trên mỗi km².